# 현무

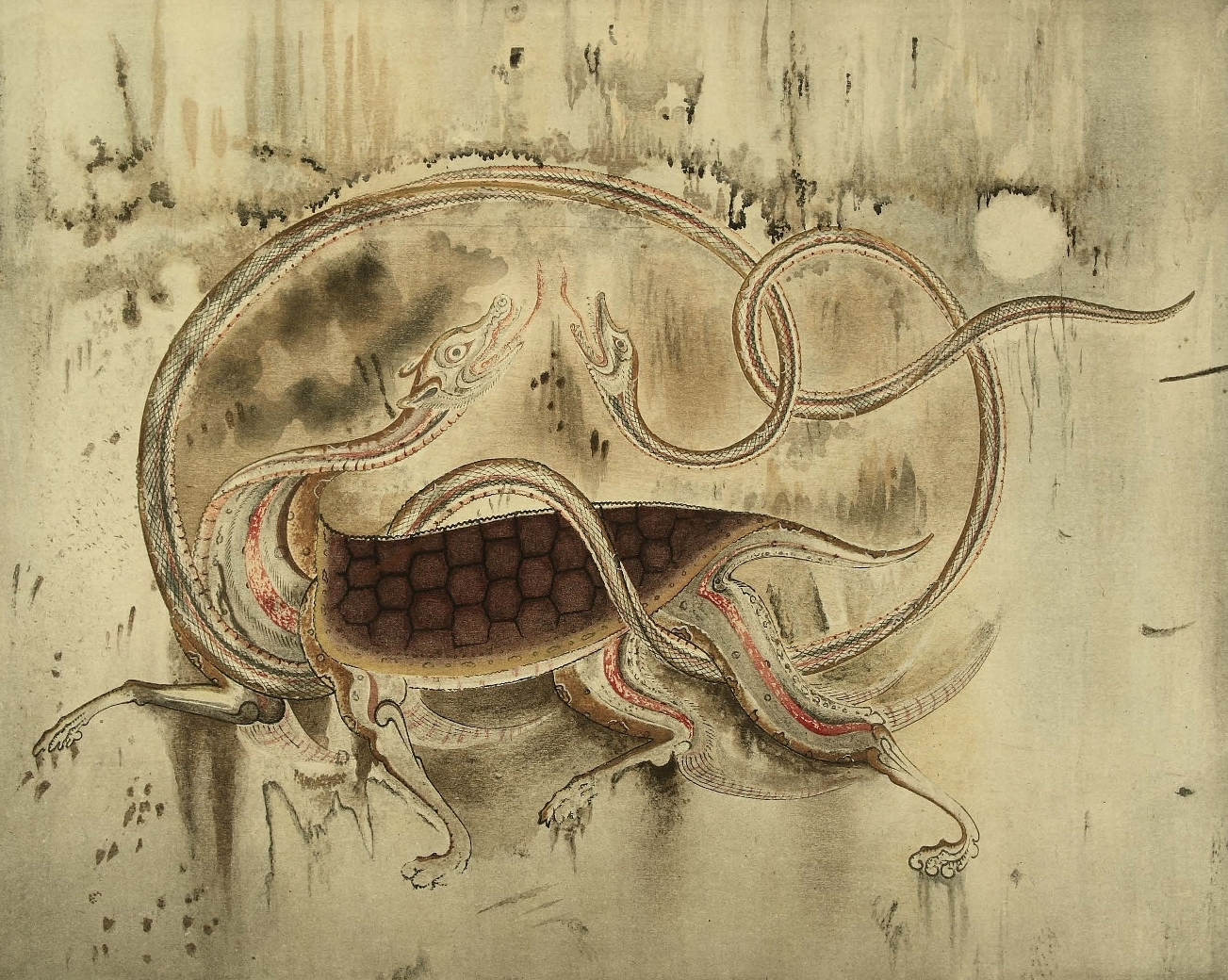
현무

현무(玄武, 영어: Black Tortoise, Black Turtle-Snake)는 사신(四神) 중의 하나로 여겨지는 신화 속 동물이다. 암수가 한 몸이고 뱀을 몸에 칭칭 감아 얽혀 뭉쳐 있는 다리가 긴 거북의 모습을 하고 있다. 암컷인 거북의 머리와 수컷인 뱀의 머리가 원을 그리며 교차하는 모습으로 자주 그려지는데, 이는 암수가 서로 합하여 음과 양의 조화를 이룬다는 태극 사상도 담고 있다.
일반적으로 현무는 생명의 끝, 곧 죽음을 알리는 북쪽(北)의 수호신으로 여겨지며 북쪽이 검은색을 나타낸다는 사실에서 ‘현(玄)’이라 하며, 거북의 두꺼운 등껍질을 등에 이고 방어에 뛰어난 점과 뱀의 날카로운 이빨이라는 점에서 ‘무(武)’라고 한다고 알려져 있다. 인도의 우주상징도에서도 현무가 등장하는데, 형태는 비슷하나 재생과 불멸, 영원과 시간 등을 상징하기 때문에 의미가 전혀 다르다.
오행 중에서는 물(水)을 상징하며, 계절 중에서는 겨울을 관장한다.능력에는 북쪽 귀신들을 다스리고 냉기를 뿜는다.냉기는 최대한 안 쓴다. 
또한 현무는 이 세상에 존재하는 360종류의 갑각류의 우두머리이기도 하다.
중국에서는 현천상제(玄天上帝), 상제몽(上帝翁), 상제공(上帝公)이라고도 불리며, 청대에는 북극우성신군(北極佑聖真君)에 봉해졌다. 이후 종교적으로 체계화되어 도교로 발전한다.
한국에서는 고구려와 고려의 고분 벽화에 다른 사신들과 같이 그려졌다. 또한 경복궁의 북쪽 문인 신무문(神武門)의 천장에도 현무의 그림이 있다.
대한민국 육군의 단거리 지대지 탄도미사일의 이름이 현무 미사일이다.

## 고분 벽화

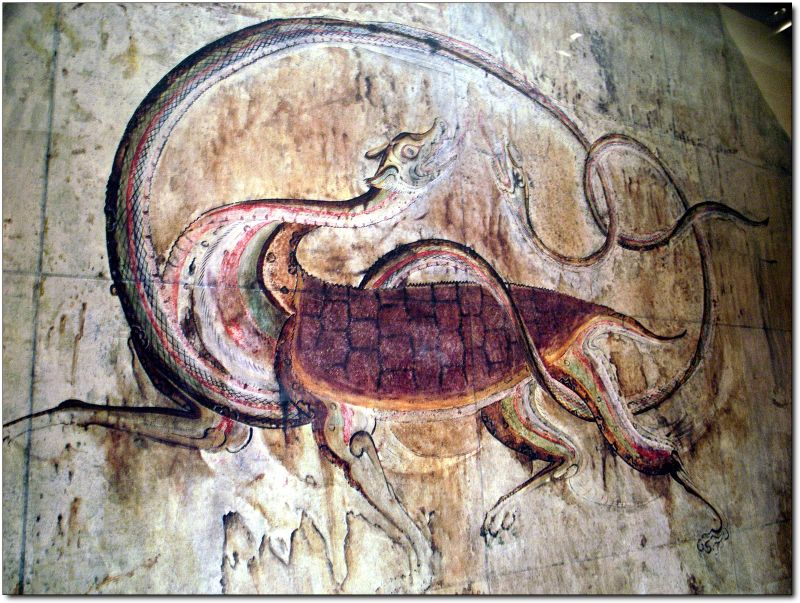
고구려 벽화 현무

고대 안과 평양의 무고분서 현무의 그림을 찾아볼 수 있다. 현또한 거북이의 장식품으로 이어져 가구나 노리개 등의 악세사리에 문양으로 넣는다. 
무의 방향이나 형태는 그림마다 약간씩 차이가 있는데, 서로 마주보는 쌍현무로 그려지기도 한다.
- 평양: 요동성총, 약수리벽화분, 대안리1호분, 쌍영총, 노산동1호분, 수렵총, 고산리1호분, 덕화리1호분, 덕화리 2호분, 개마총, 호남리사신총, 진파리1호분, 내리1호분, 강서대묘, 강서중묘
- 집안: 삼실총, 통구사신총, 오회분5호묘, 오회분4호묘

## 별자리
현무는 다음과 같은 북방의 7개 별자리군을 대표한다. 7개의 대표 별자리들은 전체가 현무와 갑충의 모양을 이룬다. 총 67개의 별자리로 이루어져 있다
- 두수: 거북과 뱀이 꼬여 있는 모양
- 우수: 뱀
- 여수: 거북
- 허수: 거북
- 위수: 뱀
- 실수 : 반룡
- 벽수 : 규룡

## 대중문화 속의 현무
- 꾸러기 수비대 - 사천왕 4호
- 디지몬 시리즈 - 현무몬
- 유유백서 - 현무
- 탑블레이드 - 맥스(드래셀)

## 같이 보기
- 청룡
- 백호
- 주작
- 동아시아의 별자리

## 참고 문헌
- 조
- 전호태, 《고구려 고분벽화 연구》, 사계절, 2000